# ناتاليا بويكو
ناتاليا بويكو (الروسية: Бойко, Наталья Петровна) هي راكبة الكنو روسية، ولدت في 1946 في سامارا في روسيا.